# 特朗普—馬斯克對峙
自2025年6月，企業家兼美國前總統顧問伊隆·馬斯克與美國總統當勞·特朗普爆發公開對峙，主要於Twitter／X與真實社交兩大社交平台上互相攻訐。事件導火線是馬斯克退出特朗普政府後，對特朗普的《大而美法案》提出批評；該法案被視為其重要立法成就之一。

## 背景

### 馬斯克與特朗普
馬斯克在特朗普於2016年首次當選總統前曾公開批評對方，而雙方之間的齟齬一直持續至2022年。不過，《獨立報》形容，兩人於2024年迅速建立起一段「急促而火熱的兄弟情」，當時外界普遍視他們為全球最具權勢的兩名人物之一。到了2025年2月，馬斯克更公開表示，他愛特朗普，因為對方是個「直來直去的人」。

### 馬斯克與第二次特朗普政府
在2024年美國總統選舉中，馬斯克向特朗普的競選活動捐出超過2億5000萬美元。他其後在第二次特朗普政府中領導新設立的政府效率部，致力徹底改革聯邦政府的官僚架構。馬斯克以特別政府僱員身份擔任職務，任期僅限130日。
2025年威斯康辛州最高法院選舉期間，馬斯克透過多個政治行動委員會投入至少2300萬美元，積極參與競選活動。他的參與對共和黨候選人布拉德·施梅爾構成政治包袱。在2025年5月舉行的卡塔爾經濟論壇上，馬斯克表明將削減政治資金支出。他早於4月已向特斯拉公司投資者透露，會重新聚焦公司業務。到5月，馬斯克正式離開特朗普政府，並參加一場歡送會。記者離開白宮橢圓形辦公室後，特朗普立即質問馬斯克一名盟友賈里德·艾薩克曼曾向民主黨捐款。艾薩克曼原為特朗普提名出任美國太空總署署長的人選。數小時後，特朗普便通知艾薩克曼，其提名已被撤回。

### 馬斯克的批評
由特朗普及共和黨起草的《大而美法案》在眾議院獲通過後，馬斯克批評該法案將使美國聯邦赤字增加1.5萬億美元。他起初避免針對特朗普個人發言。馬斯克在6月接受《CBS新聞星期日早晨》訪問時表示，這項法案將推翻他於政府效率部任內所推動的改革成果。

## 爭執
2025年6月5日，特朗普在白宮橢圓形辦公室會見德國總理弗里德里希·默茨。會面期間，特朗普表示自己與馬斯克「關係良好」，但對馬斯克批評《大而美法案》感到「失望」，並稱若非馬斯克的介入，他原本可於2024年總統選舉中勝出賓夕凡尼亞州。特朗普指出，馬斯克之所以反對該法案，並非因為憂慮其導致的國債上升，而是因為不滿電動車補貼遭到削減。他又表示，馬斯克懷念身處白宮的日子，並把他比作一眾離任後對其態度轉變、轉而批評他的前幕僚。
針對特朗普聲稱馬斯克「比房間內任何人都更熟悉這項法案」的說法，馬斯克隨即在社交平台Twitter／X上發文反駁，指自己根本沒有機會閱讀該法案。馬斯克即時作出多項回應，批評特朗普「忘恩負義」，又稱若非他過去積極參與政治，特朗普早在選舉中落敗。他更翻出特朗普以往抨擊國債上升的舊帖文，又在一則貼文中戲謔地暗示特朗普已被「替身」取代。馬斯克否認特朗普的說法，即他是在爭取恢復電動車補貼失敗後，才開始公開批評該法案。馬斯克甚至暗示特朗普牽涉美國政府所掌握的「愛潑斯坦名單」，該名單涉及已定罪性罪犯傑弗里·愛潑斯坦的相關人物資料。
據《紐約時報》報導指，馬斯克取消追蹤特朗普政府政策副幕僚長兼國土安全顧問史蒂芬·米勒，以及保守派意見領袖查理·科克的Twitter／X帳號。兩人早前曾在科克主持的節目中，高調讚揚《大而美法案》。數小時後，特朗普在真實社交發文指，馬斯克在「電動車強制令」據稱被取消後變得「瘋狂」，更揚言考慮中止與馬斯克旗下公司的所有政府合約。當晚，馬斯克則高調呼籲美國國會彈劾特朗普。
同一晚，《政客》引述消息指，馬斯克與特朗普原計劃進行通話以修補裂痕。在對沖基金經理比爾·阿克曼公開呼籲兩人「為我們偉大的國家化解爭端」後，馬斯克回應稱自己「並無錯誤」。不過翌日白宮澄清，並無安排任何通話。白宮隨後又表示，特朗普正出售一輛由馬斯克贈送的紅色特斯拉Model S電動車。特朗普接受《ABC新聞》訪問時表示，馬斯克「精神失常」，並明言無意與他溝通，又在接受CNN訪問時重申，短期內不會與馬斯克對話。據彭博新聞報導指，白宮幕僚釋出訊號，指總統希望翻過這一頁，不打算取消與馬斯克有關的政府合約。《紐約時報》其後再披露，特朗普私下認為馬斯克之所以「情緒失控」，是受到其傳聞中的吸毒行為影響。
6月7日，特朗普在接受NBC新聞專訪時明確表示，他無意與馬斯克和解，並警告若馬斯克資助民主黨候選人，將面臨「非常嚴重的後果」。

## 影響

### 政治
馬斯克曾於社交平台建議成立新政黨，聲稱要為「八成中間派」的美國人發聲。《紐約時報》指出，這場與特朗普的公開鬥爭對「科技右翼」陣營造成衝擊。該陣營由一批保守派科技企業家組成，部分人士更在特朗普政府任職。同時，馬斯克原定向與特朗普關係密切的政治組織捐款1億美元的計劃也面臨風險。馬斯克構思的政黨名稱為「美國黨」。
他亦曾於Twitter／X表示，將會針對不支持他的國會議員，影響他們的選情。儘管兩人隔空交火不斷，《大而美法案》本身似乎未受太大衝擊。

### 經濟
特斯拉股價重挫15%，創下自2019冠狀病毒病美國疫情以來最差單日表現。特斯拉看跌期權成交量突破400萬份，創歷來最高紀錄。根據S3 Partners數據，做空者總共獲利約40億美元，使特斯拉成為全美第二大被做空股票（以總值計）。此股價跌勢亦拖累整體非必需消費類股，錄得自4月以來最差表現。特朗普媒體與科技集團股價在馬斯克暗指特朗普與愛潑斯坦有關後亦應聲下跌8%，而與特朗普相關的加密貨幣特朗普幣也下跌12%。這場爭端令馬斯克身家蒸發340億美元。
《華爾街日報》引述業界消息指，部分廣告商對馬斯克政治影響力下滑抱有期待，認為這有望減輕他對不願在Twitter／X平台投放廣告企業採取法律行動的壓力。此風波亦影響到馬斯克旗下人工智能公司xAI的一宗價值50億美元的債券發售計劃。

### 政府
特朗普前高級顧問史蒂夫·班農呼籲特朗普終止與馬斯克旗下企業的所有政府合約，並要求政府徹查馬斯克的移民身份、疑似毒品使用，以及他試圖參與一場有關兩岸衝突的機密簡報。班農更建議透過行政命令接管SpaceX，馬斯克則回擊稱其為「共產白痴」。民主黨籍國會議員斯蒂芬·林奇與羅伯特·加西亞則去信美國司法部長帕姆·邦迪及聯邦調查局長卡什·帕特爾，要求調查馬斯克聲稱特朗普出現在聯邦政府所掌握的愛潑斯坦名單中的指控。
馬斯克其後在Twitter／X發文，表示SpaceX正逐步退役對國際太空站營運至關重要的龍飛船，不過幾小時後便撤回言論。

## 反應

### 國內
這場馬斯克與特朗普的政治鬥爭在美國社交媒體上引發熱烈討論。不少用戶將之比喻為《辣妹過招》情節重現，或音樂圈的德雷克和肯德里克·拉馬爾鬥法翻版。直播主哈桑·皮克更表示，馬斯克應該「親身上播客節目」，藉此惹怒特朗普。
馬斯克與特朗普分道揚鑣的消息，反而獲得部分「MAGA派」支持者的喝采。根據YouGov調查，多數共和黨人明確支持特朗普，而大多數民主黨人則保持中立。
在國會層面，參議院民主黨領袖查克·舒默以泰勒·斯威夫特的歌曲〈壞到底〉形容這場政治爭執，該曲被認為描述了她與凱蒂·佩芮的恩怨，暗指其如流行樂壇的私仇般戲劇化。眾議院民主黨領袖哈基姆·傑弗里斯斯則稱此為「共和黨內戰」。民主黨官方Twitter／X帳號甚至喊出「推翻法案，公開愛潑斯坦檔案！」的口號。右翼評論員史蒂夫·班農則在《戰情室》節目中警告，馬斯克或將被民主黨「策反」，而民主黨籍眾議員羅·康納則主張黨內應積極爭取馬斯克站隊。

### 國際
俄羅斯網民對此事件也不乏關注，有人將之比作瓦格納集團和俄羅斯國防部之間的衝突。前俄羅斯總統、安全會議副主席德米特里·梅德韋傑夫更以調侃口吻表示，自己樂意出面擔任馬斯克與特朗普之間的「和平斡旋人」。
在班農指控馬斯克非法居留美國後，俄羅斯政府甚至向馬斯克發出政治庇護邀請。
至於特朗普與德國總理弗里德里希·默茨的會晤，因他將焦點集中於馬斯克，而非激進抨擊其他國家領袖，讓多名德國評論員鬆一口氣。這些評論指出，特朗普與烏克蘭總統弗拉基米爾·澤連斯基和南非總統西里爾·拉馬福薩的會晤氣氛曾極度尖銳。